# Rhodos (stad)

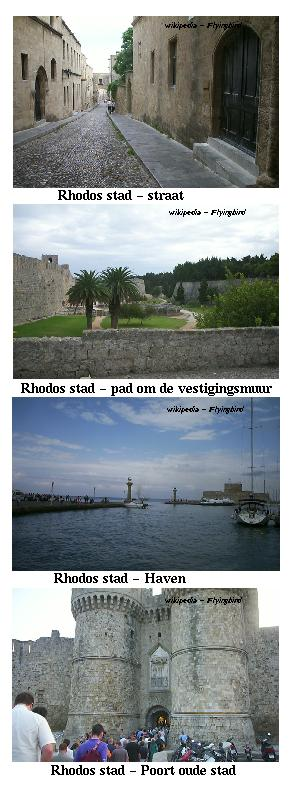
Bezienswaardigheden in Rhodos-stad

De stad Rhodos (Grieks: Ρόδος) is de hoofdplaats van de gelijknamige gemeente die samenvalt met het
Griekse eiland Rhodos, en van het departement (nomos) Dodekanesos. De stad ligt in het uiterste noorden van het eiland en is een havenstad.
De oude stad, die aan de haven ligt, is omgeven door muren. De nieuwere
wijken zijn om deze oude stad heen gebouwd. De stad heeft ongeveer 60.500 inwoners.

## Geschiedenis

### Klassieken
De stad Rhodos werd in de 5e eeuw voor Christus gesticht door de drie onafhankelijke stadstaten Lindos, Jalissos en Kamiros, die het eiland Rhodos onderling verdeeld hadden. De nieuwe stad moest de samenwerking tussen de drie stadstaten bezegelen en was bedoeld om sterker tegenover de buitenwereld te staan. Het idee werd ingegeven door de gevaren van de Peloponnesische Oorlog. De nieuwe stad werd gesticht op het grondgebied van de stad Jalissos, aan de uiterste noordpunt van het eiland. De stad was gunstig gelegen en beschikte over vijf havens. Commercieel succes volgde snel. In de Hellenistische tijd werd een inwonertal van meer dan 100.000 bereikt, waarmee de stad tot de grootste van haar tijd behoorde.
In de machtsstrijd die na het overlijden van Alexander de Grote tussen zijn generaals (diadochen) ontstond, koos Rhodos voor het Egypte van Ptolemaios. Het economische succes van Rhodos werd mede veroorzaakt door de goede banden die werden aangegaan met het Ptolemaeïsch Egypte. Rhodos, vanouds gunstig gelegen op een kruispunt van de handelsscheepvaart, wist optimaal te profiteren van de strategische keuze voor Egypte. Maar de keus voor de ene diadoch betekende automatisch een keus tegen een andere diadoch; Demetrius Poliorcetes (Demetrius de stedendwinger), die aanspraak maakte op de Macedonische troon, nam Rhodos' keuze voor Egypte zeer kwalijk. Om stad en eiland aan zich te onderwerpen voer hij in 305 v.Chr. met een grote vloot en een invasieleger uit. Vanaf twee, meer dan 40 meter hoge belegeringstorens en door middel van katapulten werden enorme stenen projectielen de stad ingeschoten. Deze veroorzaakten dood en verderf, maar braken het moreel van de belegerde bevolking niet. In 304 v.Chr. gaf Demetrius zijn pogingen op en liet de belegeringstorens achter. Om de overwinning te vieren gebruikten de inwoners van Rhodos de bronzen platen die op de torens waren bevestigd om er een beeld van te laten smeden. Dit beeld werd door de beeldhouwer Charis van Lindos gemaakt en stelde de beschermgod van Rhodos, de zonnegod Helios (Ilios), voor. Het werd beroemd als de Kolossus van Rodos. Dit beeld bestaat niet meer, maar nog wel kan men overal in en rond de oude stad van Rhodos grote stenen kogels aantreffen. Dit zijn de achtergebleven projectielen van de belegering.
Behalve om de vele beelden die het stadsbeeld verfraaiden, stond Rhodos bekend om zijn redenaarsschool. Deze was befaamd in de hele antieke wereld. Vooral rijke Romeinen bezochten de school in Rhodos als afsluiting van hun opleiding. Bekende Romeinen die de redenaarsschool van Rhodos bezochten waren onder meer Julius Caesar en Cicero. De latere keizer Tiberius woonde zelfs zeven jaar op het eiland.

### Johannieters en Turken
Na verval in de Byzantijnse tijd, veroverden de Johannieterridders in 1309 stad en eiland. Zij vestigden een kruisvaardersstaat die het meer dan 200 jaar zou uithouden. Pas in 1522 viel Rhodos in handen van de Turken. De ridders moesten Rhodos uiteindelijk op 1 januari 1523 verlaten. De vestingwerken en andere bouwwerken die de ridders achterlieten vormen de voornaamste attractie van de stad. De nog geheel ommuurde stad is een der best bewaard gebleven vestingsteden ter wereld.
De Turkse heerschappij duurde tot 1912 en liet relatief weinig sporen na: enkele moskeeën (veelal omgebouwde kerken), een badhuis, een Turkse bibliotheek en huizen uit de Turkse tijd.

### Italianen
In 1912 bezetten de Italianen de eilanden van de Dodekanesos, waaronder Rhodos. In een poging om in korte tijd een stevig gevestigd Italiaans koloniaal rijk te bouwen, werd een grootschalig bouwprogramma ondernomen. Langs de Mandrakihaven werden openbare gebouwen neergezet aan een allee die kon dienen voor militaire parades. In de jaren twintig werden vooral gebouwen opgetrokken in een fantasierijke stijl die Moorse, Turkse, Venetiaanse en ridderelementen combineerde. De architect van de meeste van deze gebouwen was Florestano di Fausto, die ook in Libië (Tripoli) werkte. Voorbeelden van zijn werk zijn het op het Dogepaleis geïnspireerde Gouverneurspaleis (Nomarchia), de Bank of Greece en het postkantoor. In de fascistische periode werd in een strengere, sobere stijl gebouwd. Voorbeelden zijn het gemeentehuis en het theater, beide van de architect Armando Bernabiti.
In 1943 namen de Duitsers het gezag over van de Italianen.  Onder het Duitse bewind werd het grootste deel van de uit zeventienhonderd zielen bestaande Joodse gemeenschap gedeporteerd en kwam om in de Duitse concentratiekampen. Na de overgave van de Duitsers, bestuurden de Engelsen het eiland tot 1948.  De Engelse schrijver Lawrence Durrell verhaalt over deze periode in zijn boek 'Marine Venus'. In 1948 werden de Dodekanesos bij het Griekse koninkrijk gevoegd.

### Grieks
Voortbouwend op een door de Italianen gevestigde toeristische reputatie, werd Rhodos de eerste plaats in Griekenland die zich op grootschalig toerisme concentreerde. Dit werd aangewakkerd door het beleid van de militaire junta die van 1967 tot 1974 Griekenland bestuurde. In de jaren zeventig kwam het massatoerisme langzaam op gang. In de jaren 80 en 90 werd Rhodos een van de bekendste en drukst bezochte bestemmingen in Griekenland. Deze omwenteling in korte tijd heeft een grote invloed gehad op de maatschappij van zowel de stad als het eiland Rhodos.

## Wereldwonder
Een van de zeven wereldwonderen uit de klassieke oudheid was de Kolossus van Rodos. Ons woord kolos is afgeleid van het Griekse woord kolossos. De Kolossus van Rodos was een reusachtig beeld dat volgens verhalen over de ingang van de haven heen zou hebben gestaan, en waar de schepen onderdoor zouden hebben gevaren. Tegenwoordig gaat men er vaker van uit dat de schepen niet onder het beeld door hebben gevaren, maar dat het iets verderop op een heuvel stond.

## Bezienswaardigheden
De oude stad van Rhodos is in 1988 toegevoegd aan de lijst van het Werelderfgoed van UNESCO. Men kan langs de muren die om de oude stad heen staan wandelen, want hier loopt een soort voetpad of promenade langs.
Bij de haven kan een wandeling gemaakt worden over het Akti Boumbouli, dat tussen de Mandraki-haven en de grote commerciële haven in ligt. Aan het einde van het Akti Boumbouli bevindt zich het St. Nikolaas-fort. Hier ergens zou een van de voeten van de Kolossus hebben gestaan.
De stad heeft een archeologisch museum, dicht bij de haven. Dit museum is gevestigd in het oude hospitaal van de Johanniterridders. Ook kan men het Grootmeesterspaleis van de Orde bezoeken in de stad. Het paleis van de grootmeester (herbouwd door de Italianen in 1934 - 1939), is een interessante mix van een historisch juiste reconstructie en fascistische grootheidswaan. Vooral de uit Kos afkomstige vloermozaïeken zijn bezienswaardig. Verder is er een museum voor volkskunst.
Op ongeveer 3 kilometer afstand van Rhodos-stad ligt de acropolis van Rhodos. In het oude Griekenland diende de acropolis als een theater en stadion.
Er staan diverse Byzantijnse kerken en Turkse moskeeën door de stad verspreid.
Vanaf Rhodos-stad is de stad Lindos, die aan de zuidoostkust van het eiland ligt, per bus of boot te bereiken. 

## Sport
De stad huisvest twee voetbalploegen. Diagoras Rodos speelt sinds 2012 terug in de Beta Ethniki, de Griekse tweede klasse en is een voormalig eersteklasser. De tweede ploeg, AS Rodos, speelt in de lagere klassen.

## Stedenbanden
- Ávila (Spanje)
- Conches-en-Ouche (Frankrijk)
- Jalta (Oekraïne)
- Limasol (Cyprus)
- New Braunfels (Verenigde Staten)
- Perth (Australië)
- Pisa (Italië)
- Roses (Spanje)
- Valletta (Malta)
- Visby (Zweden)

Akropolis van Athene · Oude stad Corfu · Historisch centrum met klooster van de Heilige Johannes "de Theoloog" en grot van de Apocalyps op het eiland Patmós · Tempel van Apollon Epikourios · Athos · Delos · Delphi · Heiligdom van Asklepios in Epidaurus · Vroeg-christelijke en byzantijnse monumenten in Thessaloniki · Kloosters van Dafni, Osios Loukas en Nea Moni · Meteora · Middeleeuwse stad Rhodos · Archeologisch Mycene en Tiryns · Archeologisch Mystras · Archeologisch Olympia · Pythagoreion en Heraion van Samos · Archeologische site van Aigai · Archeologische site van Philippi · Minoïsche paleiscentra: Knossos, Phaistos, Malia, Zakros, Zominthos, Kydonia
- Gemeinsame Normdatei: 4103772-8
- MusicBrainz: d961b542-0c97-4aa3-a410-d54bc6c30568
- Virtual International Authority File: 427147270357235700008